# Distretto di Xiuyu
Il distretto di Xiuyu (秀屿区S, Xiùyǔ QūP) è un distretto della Cina, situato nella provincia del Fujian.